# Harrach

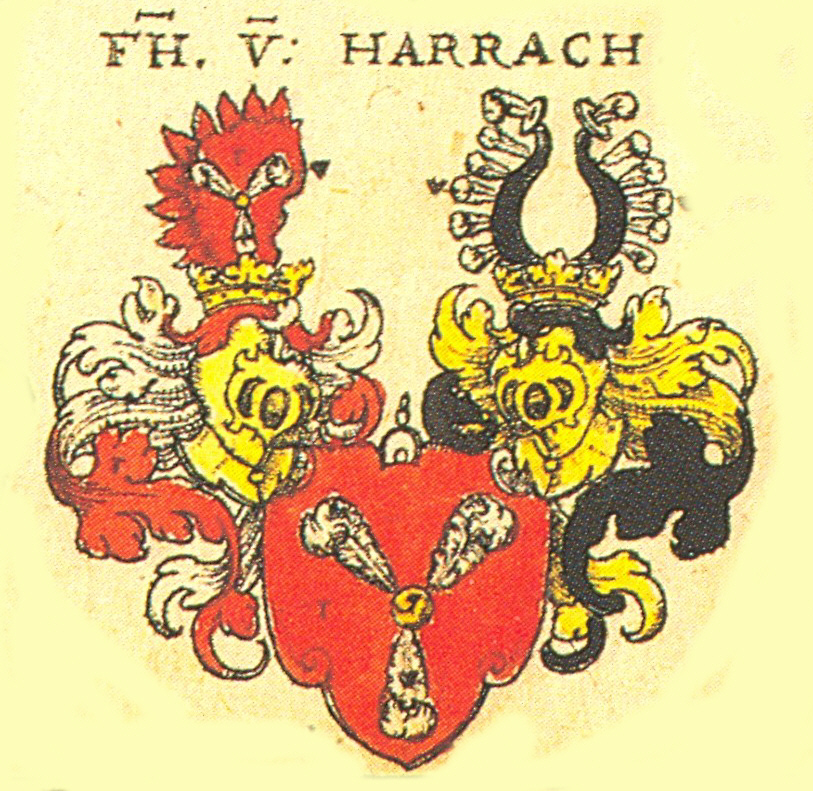
Wapen van Harrach (1605).

Harrach is een hoogadellijk geslacht in Oostenrijk.
De familie Harrach is afkomstig uit Bohemen. In 1524 verwierven zij de heerlijkheid Rohrau in Neder-Oostenrijk. Op 12 april 1550 werden zij verheven tot vrijheer van Rohrau en op 4 januari 1552 tot vrijheer van het Heilige Roomse Rijk. Rohrau zelf werd op 12 april 1566 verheven tot vrije rijksheerlijkheid. 
Op 20 juli 1627 werden de rijksvrijheren verheven tot rijksgraaf, waarna de vrije rijksheerlijkheid op 6 november 1627 werd verheven tot rijksgraafschap. In 1708 werden de titel en het wapen van de heerlijkheid Thannhausen aangenomen na het uitsterven van de heren van Thannhausen. De heerlijkheid zelf kwam in het bezit van de familie Stadion.
Op 6 juli 1752 werd de graaf toegelaten tot het college van Zwabische graven in de Rijksdag. Omdat de graaf echter geen graafschap bezat dat rijksonmiddellijk was, had hij de status van personalist.
Het huwelijk van graaf Frans Xavier (1732-1782) met Maria Rebecca van Hohenems had de rijkshof Lustenau binnen de familie kunnen brengen. Omdat zij geen zoons hadden, vererfde Lustenau echter via hun dochter aan de graven van Waldburg.